# Catamblyrhynchus diadema
La tangara peluda  (Catamblyrhynchus diadema), también denominado cabecipeludo (en Venezuela), gorro afelpado (en Perú), gorrión afelpado (en Colombia), diadema (en Argentina), gorradiadema (en Ecuador) o pinzón cabeza de felpa, es una especie de ave paseriforme de la familia Thraupidae, la única perteneciente al género Catamblyrhynchus. Es nativa de regiones andinas y montañosas adyacentes del norte, noroeste y oeste de América del Sur.

## Distribución y hábitat
Se distribuye de forma disjunta en la cordillera de la Costa del norte de Venezuela; en la Serranía del Perijá, en la frontera noreste de Colombia - noroeste de Venezuela; en la Sierra Nevada de Santa Marta en el noreste de Colombia; y  a lo largo de la cordillera de los Andes, desde el oeste de Venezuela, por las tres cadenas de Colombia, Ecuador, Perú, Bolivia, hasta el extremo noroeste de Argentina (Jujuy).
Esta especie es considerada poco común en sus hábitats naturales: el estrato bajo de selvas húmedas de alta montaña y sus bordes, casi invariablemente en formaciones de bambuzales Chusquea, principalmente en altitudes entre 2300 y 3500 m. Posee un rango de 330.000 km²

## Descripción
Mide 14 cm de longitud. El pico es pequeño pero grueso. La corona es de color amarillo dorado brillante y las plumas son cortas y como felpas; por arriba es gris. La cara y las partes inferiores de color castaño vivo. Desde Perú hacia el sur es algo más pálido. Los inmaturos son más apagados, más oliva y beige.

## Comportamiento
Generalmente es furtivo, en parte debido a su preferencia por los enmarañados densos, forrajeando activamente, usualmente en parejas y con regularidad acompañando bandadas mixtas.

### Alimentación
Con frecuencia obtiene su alimento en los enmarañados de bambú, buscando por insectos con su pico dentro de los tallos y nudos de las hojas. En el bosque nublado andino de Bolivia se alimenta de bambú.

### Vocalización
Generalmente es callado; el canto es una larga serie aleatoria de chistidos y cotorreos, casi como un colibrí.

## Sistemática

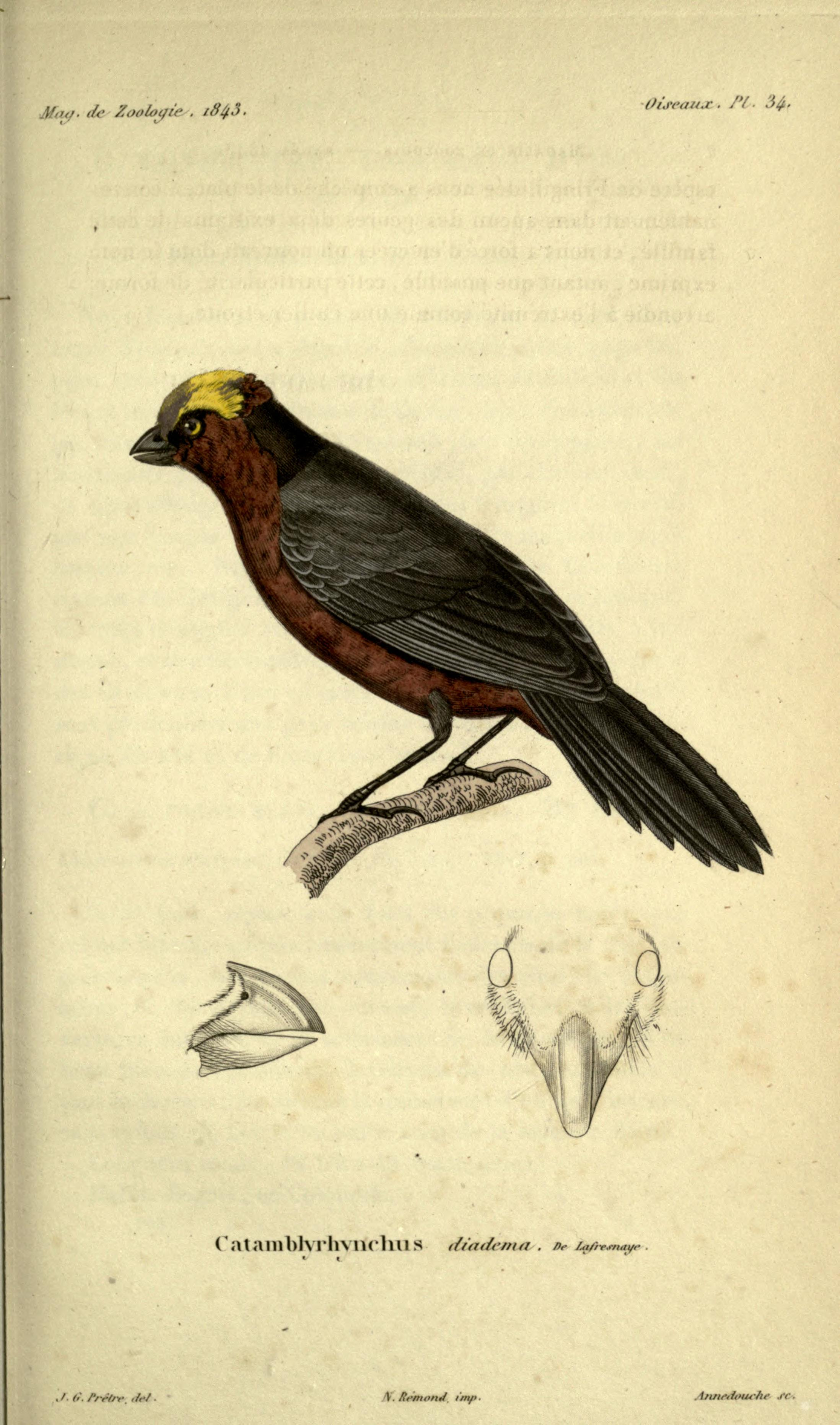
Catamblyrhynchus diadema, ilustración en Magasin de zoologie, 1843.

### Descripción original
La especie C. diadema y el género Catamblyrhynchus fueron descritos por primera vez por el ornitólogo francés Frédéric de Lafresnaye en 1842; su localidad tipo es: «Bogotá, Colombia».

### Etimología
El nombre genérico masculino Catamblyrhynchus se compone de las palabras del griego «katambluoō» que significa desfilar, despuntar, y «runkhos»: pico; y el nombre de la especie «diadema» del latín que significa diadema, corona.

### Taxonomía
Debido a su morfología y comportamiento únicos, la presente especie confundió a los taxonomistas por varias décadas. Inicialmente fue incluido en una gran familia Fringillidae y posteriormente, Ridgway (1901a) elevó a la especie en una familia propia monotípica, Catamblyrhynchidae, en lo que fue seguido por diversos autores, o en una subfamilia Catamblyrhynchinae por otros. Taxonomías más recientes la clasifican como una especie de tráupido con base en estudios genético moleculares. Los amplios estudios filogenéticos recientes de Burns et al. (2014) confirman que la tangara peluda es un tráupido, pero mejor tratado como un linaje diferente, distante de todos los otros miembros de la familia y en su propia subfamilia.

### Subespecies
Según las clasificaciones del Congreso Ornitológico Internacional (IOC) y Clements Checklist/eBird v.2019 se reconocen tres subespecies, con su correspondiente distribución geográfica:
- Catamblyrhynchus diadema diadema Lafresnaye, 1842 – Andes desde el noroeste de Venezuela, Colombia, hasta el sur de Ecuador.
- Catamblyrhynchus diadema federalis Phelps, Sr & Phelps, Jr, 1953 – cordillera de la Costa del norte de Venezuela (desde Aragua al Distrito Federal).
- Catamblyrhynchus diadema citrinifrons Berlepsch & Stolzmann, 1896 – Andes de Perú, hasta Bolivia y extremo noroeste de Argentina.